# Wilhelm Bernhard Berlin
Wilhelm Bernhard Berlin (* unbekannt; † 26. Juli 1604 in Heilbronn) war von 1603 bis 1604 Bürgermeister der Reichsstadt Heilbronn.

## Leben
Er war 1589 Mitglied des Heilbronner Gerichts und gehörte seit dem 1601 dem kleinen, inneren Rat (von den burgern) an. 1603 wurde er Bürgermeister von Heilbronn. Er war verheiratet mit Barbara Ans, der Tochter des Bürgermeisters Wendel Ans. Berlins Witwe Barbara heiratete seinen Nachfolger David Jakob Feyerabend. Ihre ebenfalls Barbara benannte Nichte war die Frau des späteren Bürgermeisters Johann Georg Spitzer. Die Heilbronner Patrizier pflegten enge verwandtschaftliche Beziehungen, da auch geschwägerte Personen in den Rat aufgenommen werden konnten. 
Berlin stammt aus einem alten Heilbronner Patriziergeschlecht. Das Wappen der Familie zeigt drei ineinandergesteckte Beren, zwei Büffelhörner dienen zur Helmzier. 